# 纳西斯·本塔略
纳西斯·本塔略（西班牙語：Narcís Ventalló，1940年10月17日—2018年12月22日），西班牙男子曲棍球运动员。他曾代表西班牙参加1960年、1964年和1968年夏季奥林匹克运动会曲棍球比赛，其中1960年奥运会获得一枚铜牌。